# Буддийские места паломничества в Индии
Основные описанные в сутрах буддийского канона места буддийского паломничества связаны с жизнью Будды Гаутамы и располагаются в бассейне Ганга в Северной Индии и Южном Непале, между Дели и Раджгиром. Их посещают как буддийские паломники всего мира, так и индуисты.

## Места жизни Будды

### Четыре главных места
Считается, что сам Гаутама Будда в Махапаринирвана-сутре определил четыре места, подходящие для паломничества последователей его учения, и способные вызвать духовный прогресс.
- Лумбини: место рождения Будды в Непале.
- Бодх-Гая: место просветления Будды (ныне внутри храма Махабодхи).
- Сарнатх (Ишипатана): место первой проповеди.
- Кушинагар: место ухода Будды в паринирвану.

### Восемь великих мест
В позднейшей комментаторской традиции к 4 местам Махапаринирвана-сутры добавляются четыре места, связанные с рассказами о чудесах, показанных Буддой. Эти места встречаются в палийской Трипитаке и были популярны уже в Древней Индии.
Добавленные к четырём главным новые места — это:
- Шравасти, Саватхи — место «двойного чуда», где Будда публично продемонстрировал сверхобычные способности. Шравасти был крупным городом древней Индии, и исторический Будда провёл там самый долгий период своей взрослой жизни.
- Раджгир, Раджагаха — место, где Будда любящей добротой усмирил взбесившегося слона Налагири (тай.นาฬาคิรี). Раджгир также был одним из крупнейших городов Древней Индии.
- Санкасия[англ.] — место нисхождения Будды с неба Тушита, где он три месяца обучал свою покойную мать Абхидхарме.
- Вайшали, Весали — место, где обезьяна сделала Будде подношение мёдом. Город Вайшали был столицей древнеиндийской республики Вайджьев.

Все восемь мест получили общее название Аттха-махатханани (пали, буквально «Восемь великих мест»). Эти места почитаются в тхераваде Шри-Ланки.

### Другие места, связанные с Буддой Гаутамой
Другие места буддийского паломничества, связанные с жизнью Будды Гаутамы — это Паталипутра, Наланда, Гайя, Капилавасту, Косамби, Варанаси, Кесария, Девадаха, Пава и Матхура. Все они расположены в долине Ганга.

### Известные паломники
- Император Ашока (250 до н. э.)
- Китайские монахи Фасянь (399—412 CE), Сюаньцзан (630—646 CE) и Ицзин (673—687 CE)
- Корейский монах Хе Чхо (723—727 CE)
- Тибетский монах Дхармасвамин[англ.], или Чаг-лоцзава (1235 CE)
- Шри-ланкийский реформатор буддизма Анагарика Дхармапала (1891)